# خالد الفاضل
الدكتور خالد علي الفاضل (مواليد 1973 في الكويت) نائب رئيس مجلس الوزراء وزير الدولة لشؤون مجلس الوزراء الأسبق خلال الفترة 9 أبريل 2023 حتى 18 يونيو 2023 وشغل سابقاً المدير العام لمؤسسة الكويت للتقدم العلمي وكان وزيراً للنفط سابقاً، وشغل منصب وزير الكهرباء والماء منذ 2018 حتى فبراير 2020، ورئيس مجلس إدارة مؤسسة البترول الكويتية منذ عام 2018.

## المؤهلات التعليمية
حاصل على الدكتوراه في تخصص النمذجة الرياضية للأنظمة الكيميائية الدقيقة من جامعة ليهاي الولايات المتحدة الأمريكية تخصص الهندسة الكيميائية عام 2005.

## الخبرات العملية
عمل عضوا في هيئة التدريس قسم الهندسة الكيميائية بجامعة الكويت بين عامي 2005-2018، وتدرج بعدة مناصب بدأت بتسميته مديرا لمكتب التوجيه والإرشاد بكلية الهندسة والبترول من 2008-2011، ومن ثم عميدا مساعدا للشئون الطلابية بنفس الكلية في الأعوام 2011-2015، وبعد ذلك تم اختياره مساعدا لنائب مدير الجامعة للشئون العلمية ومديرا لمركز التقييم والقياس بجامعة الكويت بين عامي 2015-2018. ثم شغل منصب وكيل وزارة التجارة والصناعة في عام 2018، وفي نفس العام تم اختياره وزيرا للنفط ووزيرا للكهرباء والماء بدولة الكويت.
وفي 9 أبريل 2023 صدر مرسوماً بتشكيل الحكومة حيث عُين نائباً لرئيس مجلس الوزراء ووزيراً للدولة لشؤون مجلس الوزراء وشغل المنصب حتى 18 يونيو 2023.

## الجوائز
ونال الفاضل عدة جوائز تقديرية عالمية منها جائزة (ليونارد وينزيل) لأفضل أداء في اختبار القبول لبرنامج الدكتوراه عام 2000 وجائزة التدريس المتميز من جامعة (ليهاي) بالولايات المتحدة الأمريكية عام 2004 وجائزة التدريس المتميز من كلية الهندسة والبترول بجامعة الكويت عام 2007.